# Чернівці (пошуково-рятувальне судно)
«Чернівці» — пошуково-рятувальне судно проекту 596П, яке входило до складу Військово-Морських Сил України. Має бортовий номер U702.

## Історія
Судно під попередньою назвою «Кіриші» було закладено 15 жовтня 1965 року в Ленінграді на СБЗ ім. А.А. Жданова (заводський №962), спущено на воду 20 березня 1966 року, а вже 29 вересня 1966 року, увійшло до складу ММФ. 1 листопада 1968 року після переобладнання судно було перекваліфікували в пошуково-рятувальний корабель, і під новою назвою «Баскунчак» увійшло до складу ВМФ. У 1968 році була сформована Чорноморська Ескадра Спеціального призначення. працює в Індійському океані. У 1974 році була сформована 3 БрПРК, куди увійшли такі кораблі: «Апшерон», «Діксон», «Донбас», «Даурія», «Баскунчак», «Севан», «Тамань», «Ямал». У 1984 році бригада увійшла в АСС ЧФ, як 36-я бригада пошуково-рятувальних кораблів, з базуванням на озері Донузлав. Корабель брав участь в різних аварійно-рятувальних і пошукових роботах, в яких брав участь Чорноморський флот. У 1992 році корабель брав участь в операції з евакуації з Сухумі військовослужбовців і співробітників санаторію Московського округу ППО, разом з КУ «Даурія» евакуював 1204 людини. У листопаді-грудні 1992 року - брав участь в операції з виведення з Поті до Новоросійська дислокованих в Грузії військових частин ЧФ. У лютому 1996 році корабель був переданий до складу ВМС України та перейменований на «Чернівці» (бортовий U702). Списаний 11 червня 1999 року, проданий та розібраний на металолом після буксирування в Аліагу (Туреччина).